# Centimeter
Centimeter (SI-symbol cm og staves internationalt centrimetre, som også Bureau International des Poids et Mesures bruger) er en måleenhed til måling af længde i SI-/metersystemet, der er det samme som en hundredendedel meter, der er den grundlæggende SI-enhed for måling af længde. Centi er SI-præfikset for 10-2. En centimeter kan altså skrives som 1×10−2 m, 10×10−3 m eller 1E−2 m som det bruges i videnskabelig notation. Centimeter var en de grundlæggende enheder i centimer-gram-sekund-systemet, der nu kun benyttes indenfor enkelte områder af partikelfysik og astronomi.
Selvom mange andre fysiske mål med SI-præfikser for faktorer som 10-3 milli og 103 kilo hovedsageligt bruges af teknikere og videnskabsfolk, benyttes centimeter til mange dagligdags mål. Både linealer og tommestokke har mål inddelt i centimeter.
En centimeter svarer til 10 millimeter og 10.000.000 nanometer. Der går 2,54 cm på en tomme, hvilket svarer til 0,393700787401575 tomme per centimeter.
1 cm3 (en kubikcentimeter) er det samme som én milliliter.